# George Hu
George Hu Yu-wei (cinese tradizionale: 胡宇崴; pinyin: Hu Yu-wei; New York, 24 luglio 1982) è un attore taiwanese.

## Biografia
George Hu è nato e cresciuto a New York, e si è laureato in ingegneria informatica alla St. John's University. È tornato a Taiwan dopo la laurea, e lì è stato scoperto ed ha iniziato la carriera di attore. Parla fluentemente il dialetto taiwanese minnan, il cinese e l'inglese.

## Serie televisive
| Anno | Titolo                               | Stato       | Ruolo       | Personaggio                                        |
| 2009 | 終極三國 / K.O.3an Guo               | Televisione | Principale  | Guan Yu (關羽)                                     |
| 2009 | 愛就宅一起 / ToGetHer                | Televisione | Principale  | Wei Jia Sen (魏加森)                               |
| 2008 | 籃球火 / Hot Shot                    | Televisione | Di supporto | Wu Ji Wei (無極威)                                 |
| 2007 | 公主小妹 / Romantic Princess         | Televisione | Di supporto | Nan Feng Lin (南風璘)                              |
| 2007 | 終極一家 / The X-Family              | Televisione | Ospite      | Shen Xing Zhe (神行者) / Chiang Ling Wang (槍靈王) |
| 2007 | 武十郎 / Love At First Fight         | Televisione | Principale  | Lei Sheng Da (雷声大)                              |
| 2006 | 屋頂上的綠寶石 / Emerald on the Roof | Televisione | Minore      | He Qing Zhu (何庆珠)                               |

## Infortunio
George ha subito un infortunio a causa di un incidente stradale il 14 gennaio 2009, mentre si recava al luogo predestinato per alcune riprese. Fortunatamente ha subito soltanto dei tagli e piccoli contusioni alle gambe, senza nessun grave danno. Per un mese, tuttavia, ha dovuto utilizzare le stampelle per camminare. In seguito, le gambe sono guarite senza conseguenze ulteriori.